# Vânia Silva
Vânia Sofia de Sousa Silva (nascida a 8 de junho de 1980 em Leiria) é uma lançadora de martelo portuguesa. O seu melhor lançamento pessoal é de 69,55 metros, realizado em maio de 2011 em Vila Real de Santo António, Portugal. No Campeonato da Europa de Atletismo de veteranos de 2019, a lançadora obteve a medalha de ouro no lançamento do martelo, no escalão W35, com a marca de 60,27 metros.
É detentora do título nacional de lançamento do martelo por 18 vezes e estreou-se em 2018 nas competições de masters, com um recorde do europeu (no lançamento do martelo, 56,41 metros) e outro do mundo (lançamento do martelão, 18,45 metros).